# Élections aux Cortes de Castille-La Manche de 1991
Les élections aux Cortes de Castille-La Manche de 1991 (en espagnol : Elecciones a las Cortes de Castilla-La Mancha de 1991) se sont tenues le dimanche 26 mai 1991 afin d'élire les quarante-sept députés de la troisième législature des Cortes de Castille-La Manche, parlement de la communauté.
Le scrutin voit la victoire du Parti socialiste de Castille-La Manche-PSOE (PSCM-PSOE), qui remporte la majorité absolue en voix et sièges.

## Contexte
Depuis près de dix ans, la Castille-La Manche constitue un bastion du Parti socialiste ouvrier espagnol (PSOE).
En effet, lors des élections du 10 juin 1987, le Parti socialiste de Castille-La Manche-PSOE (PSCM-PSOE) totalise 46,8 % des voix et 25 députés sur 47. Nettement distancée, l'Alliance populaire (AP) se contente de 34,4 % et 18 élus, tandis que le Centre démocratique et social (CDS) monte à 10,6 %, ce qui lui octroie 4 mandats. Le socialiste José Bono, président de la Junte des communautés depuis 1983, peut donc entamer un deuxième mandat.
Les élections municipales organisées le même jour ont livré un panorama identique, mais plus serré puisque le PSOE remporte 39,9 % des suffrages exprimés, contre 34,2 % à l'AP et 11,4 % au CDS et 6,6 % à la Gauche unie (IU). De cette manière, les socialistes gouvernent Albacete, Guadalajara et cinq autres grandes villes, tandis que l'AP contrôle Cuenca, Tolède et deux autres grandes communes. Ciudad Real est gérée par une liste indépendante et le CDS contrôle une grande cité.
Simultanément étaient organisées les premières élections européennes espagnoles. Avec 44,7 %, le PSOE s'est largement classé en première position, devant l'AP et ses 33,7 %. Le CDS, encore une fois troisième, s'établit à 10,2 %, contre 4,6 % à IU.
Aux élections générales anticipées du 29 octobre 1989, les socialistes confirment leur domination en recueillant 48 % des voix, ce qui leur donne 12 sièges sur les 20 à pourvoir dans les cinq provinces de la communauté autonome. Le nouveau Parti populaire (PP), qui prend la suite de l'AP, se maintient avec 33,8 % des suffrages et les 8 députés restants. Avec 7,7 %, le CDS est stable mais entame une perte de vitesse, talonné par IU qui atteint désormais les 7 % des voix.

## Mode de scrutin

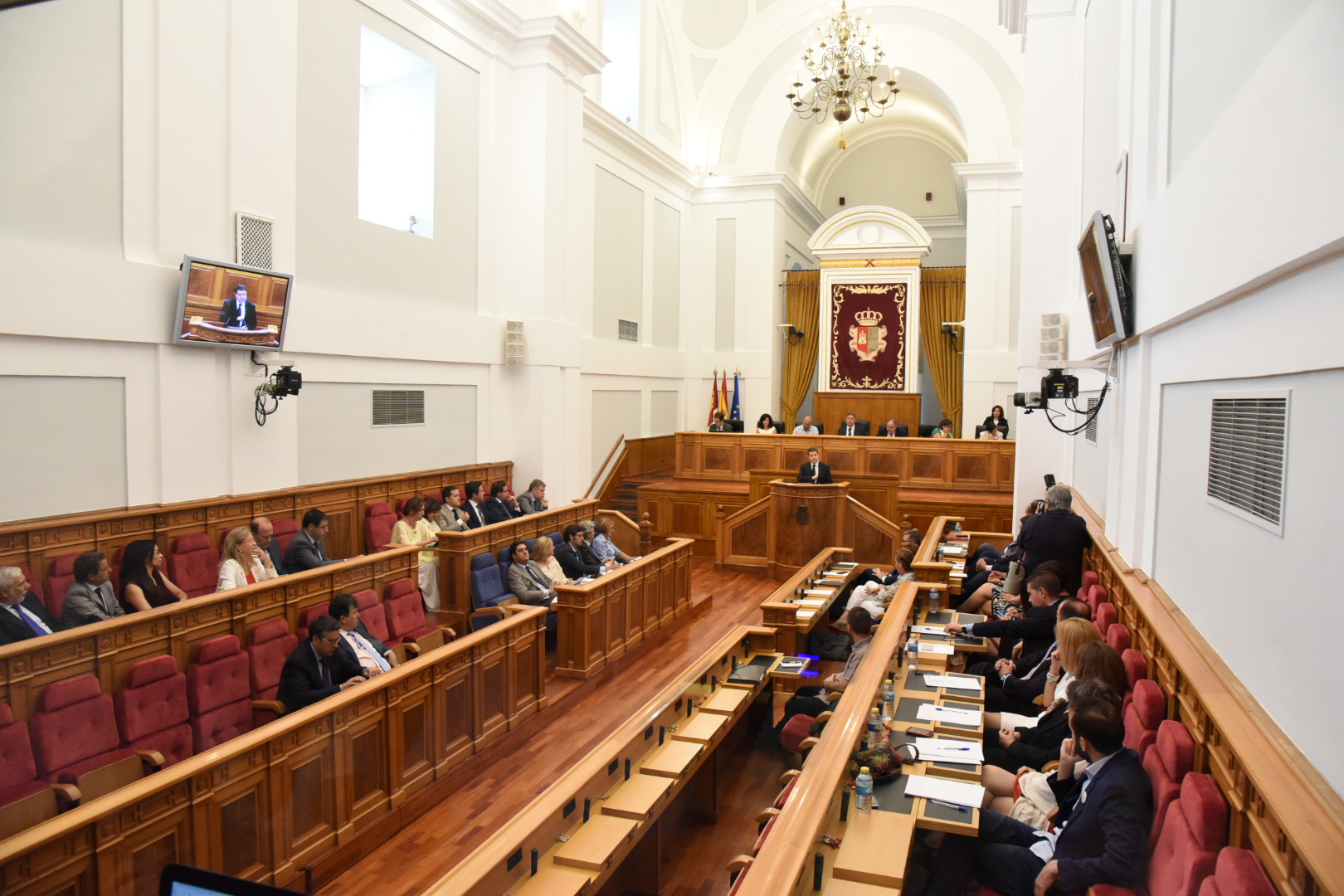
Salle des séances des Cortes de Castille-La Manche.

Les Cortes de Castille-La Manche se composent de 47 députés, élus pour un mandat de quatre ans au suffrage universel direct, suivant le scrutin proportionnel à la plus forte moyenne d'Hondt.
Chaque province constitue une circonscription, à raison de 10 sièges pour Albacete, 11 sièges pour Ciudad Real, 8 sièges pour Cuenca, 7 sièges pour Guadalajara et 11 sièges pour Tolède. Seules les forces politiques – partis, coalitions, indépendants – ayant remporté au moins 3 % des suffrages exprimés au niveau d'un territoire provincial participent à la répartition des sièges.

## Campagne

### Partis et chefs de file
| Force politique | Force politique                                                                           | Chef de file                         | Idéologie                                                      | Score en 1987              |
| --------------- | ----------------------------------------------------------------------------------------- | ------------------------------------ | -------------------------------------------------------------- | -------------------------- |
|                 | Parti socialiste de Castille-La Manche-PSOE Partido Socialista de Castilla-La Mancha-PSOE | José Bono (Président de la Junte)    | Centre gauche Social-démocratie, progressisme                  | 46,8 % des voix 25 députés |
|                 | Parti populaire Partido Popular                                                           | José Manuel Molina (Maire de Tolède) | Centre droit Conservatisme, libéralisme, démocratie chrétienne | 34,4 % des voix 18 députés |
|                 | Centre démocratique et social Centro Democrático y Social                                 | José Luis Calcerrada                 | Centre Libéralisme                                             | 10,6 % des voix 4 députés  |
|                 | Gauche unie Izquierda Unida                                                               | José Molina Martínez                 | Gauche Écosocialisme, communisme, républicanisme               | 5,4 % des voix 0 député    |

## Résultats

### Voix et sièges
| Inscrits                                                | Inscrits                 | Inscrits                 | 1 304 996 |             |                      |                      |
| Abstentions                                             | Abstentions              | Abstentions              | 358 858   | 27,5 %      |                      |                      |
| Votants                                                 | Votants                  | Votants                  | 946 138   | 72,5 %      |                      |                      |
|                                                         |                          |                          |           |             |                      |                      |
| Bulletins enregistrés                                   | Bulletins enregistrés    | Bulletins enregistrés    | 946 138   |             |                      |                      |
| Bulletins blancs ou nuls                                | Bulletins blancs ou nuls | Bulletins blancs ou nuls | 16 464    | 1,74 %      |                      |                      |
| Suffrages exprimés                                      | Suffrages exprimés       | Suffrages exprimés       | 929 674   | 98,26 %     | 47 sièges à pourvoir | 47 sièges à pourvoir |
|                                                         |                          |                          |           |             |                      |                      |
| Liste                                                   | Tête de liste            |                          | Suffrages | Pourcentage | Sièges acquis        | Var.                 |
| Parti socialiste de Castille-La Manche-PSOE (PSCM-PSOE) | José Bono                |                          | 489 876   | 52,69 %     | 27 / 47              | 2                    |
| Parti populaire (PP)                                    | José Manuel Molina       |                          | 336 642   | 36,21 %     | 19 / 47              | 1                    |
| Gauche unie (IU)                                        | José Molina Martínez     |                          | 57 967    | 6,24 %      | 1 / 47               | 1                    |
| Centre démocratique et social (CDS)                     | José Luis Calcerrada     |                          | 32 793    | 3,53 %      | 0 / 47               | 4                    |
| Autres listes                                           | Néant                    |                          | 12 396    | 1,33 %      | 0 / 47               |                      |

### Analyse
Avec 4 000 votants de moins qu'en 1987, soit un recul de trois points de la participation électorale, ce scrutin est le premier à voir une baisse de l'affluence aux urnes, quand bien même elle dépasse clairement les 70 % des inscrits.
Au pouvoir depuis 1983, considéré comme un « baron » du PSOE, José Bono conquiert sans difficulté son troisième mandat à la présidence de la communauté autonome. Le Parti socialiste de Castille-La Manche-PSOE enregistre une progression de 54 000 voix, franchissant le seuil symbolique de la majorité absolue des voix et réalisant le grand chelem avec la victoire dans les cinq provinces. C'est la première fois depuis 1977 qu'une formation remporte plus de la moitié des suffrages exprimés en Castille-La Manche.
Le Parti populaire est nettement défait mais opère sa remontée, recueillant 17 000 nouveaux votants et 1 mandat de plus. Cette croissance des deux principaux partis s'explique par la déroute du Centre démocratique et social ; abandonnant les deux tiers de ses voix, il passe sous les 5 % et perd ses 4 élus. Quant à la Gauche unie, elle franchit la barre des 3 % dans les cinq provinces, mais ses résultats ne lui accordent qu'un seul siège, dans la province d'Albacete.

### Conséquences
Le 5 juillet suivant, José Bono est investi par 27 voix contre 20 président de la Junte des communautés de Castille-La Manche pour un troisième mandat consécutif.